# Plastic Tree "e.p." What is "Plastic Tree"?
『Plastic Tree "e.p." What is "Plastic Tree"?』（プラスティック トゥリー イーピー ワット イズ プラスティック トゥリー）は、Plastic Treeのベスト・アルバム。2007年7月30日発売。

## 概要
海外向けにリリースされたPlastic Treeのベスト・アルバム。CDとDVDの2枚組。日本国内向けとしては発売されていない。
インディーズレーベル「J-ROCK」からリリースされた『讃美歌』、『名前のない花』、『Ghost』、『空中ブランコ』の4枚のシングルから、表題曲、カップリング曲全8曲を収録している。

## 収録曲
CD
1. 讃美歌
  - 作詞・作曲：有村竜太朗、編曲：Plastic Tree
  - 18thシングル。
2. 光合成
  - 作詞：長谷川正、作曲：ナカヤマアキラ、編曲：Plastic Tree
  - 18thシングル『讃美歌』のカップリング曲。
3. 名前のない花
  - 作詞：有村竜太朗、作曲：長谷川正、編曲：Plastic Tree
  - 19thシングル。
4. パラノイア
  - 作詞：有村竜太朗、作曲：ナカヤマアキラ、編曲：Plastic Tree
  - 19thシングル『名前のない花』のカップリング曲。
5. Ghost
  - 作詞・作曲：ナカヤマアキラ、編曲：Plastic Tree
  - 20thシングル。
6. 水彩
  - 作詞・作曲：長谷川正、編曲：Plastic Tree
  - 20thシングル『Ghost』のカップリング曲。
7. 空中ブランコ
  - 作詞：有村竜太朗、作曲：長谷川正、編曲：Plastic Tree
  - 21stシングル。
8. 月の光をたよりに
  - 作詞：有村竜太朗、作曲：ナカヤマアキラ、編曲：Plastic Tree
  - 21stシングル『空中ブランコ』のカップリング曲。

DVD
1. 讃美歌
2. 名前のない花
3. Ghost
4. 空中ブランコ